# 漳龙铁路 (漳平至龙岩)
漳龙铁路自福建省漳平市至福建省龙岩市，全长68公里。原为鹰厦铁路的漳龙支线，是漳龙坎铁路的一部分。

## 与其它铁路的连接
- 漳平：鹰厦铁路。
- 龙岩：赣龙铁路。

## 里程表
| 城市名 | 距起点距离 |
| 漳平   | 0          |
| 苏坂   | 22         |
| 坂尾   | 34         |
| 雁石   | 40         |
| 龙岩   | 68         |